# Campeonato del Mundo de patinaje de velocidad en línea 2017
El Campeonato Mundial de patinaje de velocidad en línea de 2017 tuvo lugar del 3 al 10 de septiembre de 2017 en Nankín, China. Las competiciones se llevaron a cabo como parte de los primeros World Roller Games.

## Mujeres
| Distancia                          | Oro                    | Plata                  | Bronce                 |
| Pista                              | Pista                  | Pista                  | Pista                  |
| ---------------------------------- | ---------------------- | ---------------------- | ---------------------- |
| Senior 300 m Contrarreloj          | Andrea Canon           | Ying-Chu Chen          | Yi-Seul An             |
| Junior 300 m Contrarreloj          | Yue-Chih Peng          | Kerstinck Sarmiento    | Camila Rivera          |
| Senior 500 m Sprint                | Anhlly Pérez           | Yi-Seul An             | Laethisia Schimek      |
| Junior 500 m Sprint                | Elvira de Jesus Perez  | Giorgia Bormida        | Kerstinck Sarmiento    |
| Senior 1.000 m Sprint              | Luz Karime Garzón      | Francesca Lollobrigida | Sandrine Tas           |
| Senior 10.000 m Puntos/Eliminación | Francesca Lollobrigida | Fabriana Arias         | Sandrine Tas           |
| Junior 10.000 m Puntos/Eliminación | Karen Bermúdez         | Sujin Lee              | Laura Lorenzato        |
| Senior 15.000 m Eliminación        | Luz Karime Garzón      | Francesca Lollobrigida | Johana Viveros         |
| Junior 15.000 m Eliminación        | Daniela Mendoza        | Sola Yun               | Beatrice Fausti        |
| Senior 3.000 m Relevos             | Colombia               | Corea del Sur          | Alemania               |
| Junior 3.000 m Relevos             | Colombia               | China Taipéi           | Corea del Sur          |
| Ruta                               |                        |                        |                        |
| Senior 100 m Sprint                | Yesenia Escobar        | Andrea Canon           | Ying-Chu Chen          |
| Junior 100 m Sprint                | Anais Pedroni          | Kerstinck Sarmiento    | Javiera Vargas         |
| Senior 1 Vuelta                    | Yesenia Escobar        | Anhlly Pérez           | Laethisia Schimek      |
| Senior 10.000 m Puntos             | Francesca Lollobrigida | Ho-Chen Yang           | Johana Viveros         |
| Senior 20.000 m Eliminación        | Fabriana Arias         | Sandrine Tas           | Francesca Lollobrigida |
| Junior 20.000 m Eliminación        | Gabriela Rueda         | Veronica Luciani       | Daniela Mendoza        |
| Senior 5.000 m Relevos             | Italia                 | Alemania               | Colombia               |
| Junior 5.000 m Relevos             | Colombia               | Italia                 | Ecuador                |
| Larga distancia                    |                        |                        |                        |
| 42.195 m Marathon                  | Johana Viveros         | Luz Karime Garzón      | Sandrine Tas           |

## Hombres
| Distancia                          | Oro                | Plata            | Bronce              |
| Pista                              | Pista              | Pista            | Pista               |
| ---------------------------------- | ------------------ | ---------------- | ------------------- |
| Senior 300 m Contrarreloj          | Simon Albrecht     | Ioseba Fernández | Gwendal Le Pivert   |
| Junior 300 m Contrarreloj          | Junhyeok Jang      | Pen-Che Yu       | Gwangho Song        |
| Senior 500 m Sprint                | Lucas Silva        | Andrés Muñoz     | Seung-Gi Hong       |
| Junior 500 m Sprint                | Steven Villegas    | Flavien Foucher  |                     |
| Senior 1.000 m Sprint              | Jhoan Guzmán       | Andrés Muñoz     | Álvaro Carrasquilla |
| Senior 10.000 m Puntos/Eliminación | Patxi Peula        | Alexis Contin    | Jorge Bolaños       |
| Junior 10.000 m Puntos/Eliminación | Jeong Byeonghee    | Edoardo Quarona  | Bastien Lhomme      |
| Senior 15.000 m Eliminación        | Alex Cujavante     | Alexis Contin    | Manuel Saavedra     |
| Junior 15.000 m Eliminación        | Daniele Di Stefano | Martin Ferrie    | Jeong Byeonghee     |
| Senior 3.000 m Relevos             | Colombia           | Argentina        | Italia              |
| Junior 3.000 m Relevos             | Bélgica            | China Tapei      | Colombia            |
| Ruta                               |                    |                  |                     |
| Senior 100 m Sprint                | Ioseba Fernández   | Jorge Martínez   | Jin-Young Kim       |
| Junior 100 m Sprint                | Sergio Mosquera    | Steven Villegas  | Junhyeok Jang       |
| Senior 1 Vuelta                    | Edwin Estrada      | Ioseba Fernández | Andrés Muñoz        |
| Senior 10.000 m Puntos             | Felix Rijhnen      | Patxi Peula      | Daniel Niero        |
| Senior 20.000 m Eliminación        | Nolan Beddiaf      | Manuel Saavedra  | Daniel Niero        |
| Junior 20.000 m Eliminación        | Saul Herreño       | Indra Medard     | Gabriele Galli      |
| Senior 5.000 m Relevos             | Colombia           | Alemania         | Italia              |
| Junior 5.000 m Relevos             | Francia            | Italia           | China Tapei         |
| Larga distancia                    |                    |                  |                     |
| 42.195 m Marathon                  | Nola Beddiaf       | Andrés Muñoz     | Patxi Peula         |

## Medallero
| Pos. | País          | Oro | Plata | Bronce | Total |
| ---- | ------------- | --- | ----- | ------ | ----- |
| 1.   | Colombia      | 23  | 13    | 10     | 46    |
| 2.   | Italia        | 8   | 8     | 11     | 27    |
| 3.   | Francia       | 5   | 4     | 1      | 10    |
| 4.   | Corea del Sur | 2   | 7     | 8      | 17    |
| 5.   | España        | 2   | 3     | 2      | 7     |
| 6.   | Alemania      | 2   | 2     | 3      | 7     |
| 7.   | China Tapei   | 1   | 5     | 3      | 9     |
| 8.   | Bélgica       | 1   | 2     | 5      | 8     |
| 9.   | Chile         | 1   | 0     | 1      | 2     |
| 10.  | Venezuela     | 1   | 0     | 0      | 1     |
| 11.  | Argentina     | 0   | 1     | 0      | 1     |
| 12.  | México        | 0   | 1     | 0      | 1     |
| 13.  | Ecuador       | 0   | 0     | 1      | 1     |

- Datos: Q41992282